# 信州スポーツ医療福祉専門学校
信州スポーツ医療福祉専門学校（しんしゅうスポーツいりょうふくしせんもんがっこう）は、長野県長野市にある学校法人光和学園が運営する専門学校である。

## 教育方針
本校での学びをとおして、「誠に生きる。物事に明るい。そして、この二つの徳を実行できる精神的健やかさ、肉体的健やかさ」を身に付けて欲しいと考え「誠」「明」「健」を建学の精神に位置づけている。

## 沿革
- 2005年（平成17年）4月1日 - 専門学校信州医療学院設立。はりきゅう学科、柔道整復学科設置
- 2007年（平成19年）4月1日 - 介護福祉学科設置。信州医療福祉専門学校に改称
- 2018年（平成30年）4月1日 - スポーツトレーナー学科設置
- 2019年（平成31年）4月1日 - 各学科にスポーツコースを開講。信州スポーツ医療福祉専門学校に改称[1]

## 学科
- はりきゅう学科（3年制）
  - はり師、きゅう師
- 柔道整復学科（3年制）
  - 柔道整復師
- 介護福祉学科（2年制）
  - 介護福祉士
- スポーツトレーナー学科（2年制）
  - NSCA認定ーCPT
  - 健康運動実践指導者
  - ジュニアスポーツ指導員　他

## 交通アクセス
- 長野電鉄長野線 権堂駅から徒歩3分
- 長野市内循環バス（ぐるりん号）または長電バス「権堂」バス停から徒歩3分
- 長電バス「三輪田町」バス停からすぐ